# ペトル・ヴロンスキー
ペトル・ヴロンスキー（Petr Vronský, 1946年3月4日 - ）は、チェコの指揮者。

## 経歴
1946年、 チェコスロバキア・プラハに、ピルゼン・フィルハーモニー管弦楽団のコンサートマスターの息子として生まれた。ピルゼン音楽院でヴァイオリニストとしての修業を積み、その後プラハ音楽院でヨゼフ・ヴェセルカ、インドルジヒ・ローハン、アロイス・クリーマらの下で指揮法を学んだ。
1971年にブザンソン国際指揮者コンクールで2位入賞し、ピルゼン歌劇場の指揮者となった。1973年にはヘルベルト・フォン・カラヤン指揮者コンクールに参加。1974年にはウースチー・ナト・ラベム劇場の指揮者として転出し、1978年まで務めた。1978年からブルノ国立フィルハーモニー管弦楽団の指揮者陣に加わり、1983年から1991年まで同オーケストラの首席指揮者を務めた。
2002年からヤナーチェク・フィルハーモニー管弦楽団の首席指揮者を務め、2005年からはモラヴィア・フィルハーモニー管弦楽団の首席指揮者を務めている。
教育者としては、1983年よりヤナーチェク音楽院で指揮法を講じている。